# 갑오개혁
갑오개혁(한국 한자: 甲午改革)은 1894년 7월 27일(음력 6월 25일)부터 1895년 7월 6일(음력 윤5월 14일)까지 추진한 근대화 개혁으로서 갑오경장(한국 한자: 甲午更張)이라고도 불렸다.
내각의 변화에 따라 제1차 갑오개혁과 제2차 갑오개혁으로 세분하며, 이후 을미개혁(제3차 갑오개혁)으로 이어지게 된다. 주요 내용은 신분제(노비제)의 폐지, 은본위제, 조세의 금납 통일, 인신 매매 금지, 조혼 금지, 과부의 재가 허용, 고문과 연좌법 폐지 등이다.
1894년 동학농민운동이 발생하고, 청이 조선에 군대를 파병했다. 일본 또한 톈진조약을 구실로 조선에 파병을 하였다. 톈진조약을 구실로 조선에 침투한 일본이 조선을 지배하려는 욕망을 드러내자 조선 정부는 동학농민군과 맺었던 전주화약으로 교정청이라는 개혁 기구를 새로 신설하여 자주적인 개혁을 하려는 노력을 했다. 하지만 일본은 이를 용인하지 않았고, 교정청을 해체하고 군국기무처라는 기구를 신설하였다. 이렇게 추진된 개혁은 봉건사회의 문제를 해결하려는 조선 사회 내부의 개혁적 요구를 반영해 신분제를 철폐하는 등 근대적 제도 개혁에서 중요한 진전을 이루었음에도 불구하고, 일본제국의 위세에 의존한 일부 세력을 중심으로 개혁이 추진된 근본적 한계 때문에 국민들의 폭넓은 지지를 얻지 못했고, 군사개혁에 소홀히 하는 등의 한계도 가지고 있었다. 또한 러시아, 독일, 프랑스의 삼국 간섭으로 그 위세를 잃으면서 추진력을 급격히 상실하였다. 조선 정부는 삼국간섭으로 러시아와 협력하는 것이 일본을 조선에서 몰아낼 수 있는 방법이라고 여기게 되었고, 친러정권이 수립된다. 이에 위기감을 느낀 일본이 다시 주도권을 되찾기 위해 을미사변을 일으켜 명성황후를 살해하였다. 이에 신변의 불안을 느낀 고종이 러시아 공사관으로 몸을 피신하는 아관파천이 발생하게 된다. 그 결과 러시아의 위세를 등에 업은 세력이 득세하였고, 김홍집 등 갑오개혁 중심 인물들이 백성들에게 살해되거나 일본으로 도주 또는 망명하여 근대국가 수립이라는 개혁의 목표는 실현되지 못했다.

## 배경
1882년 7월 23일 정계에서 밀려나 있던 흥선대원군이 임오군란을 재기의 기회로 삼으려다 청나라에 막혀 실패하자, 민씨 척족을 중심으로 재편된 조선 조정은 청나라의 양무 운동을 본받아 근대 개혁을 추진하려 한다. 정부 주도의 근대 개혁은 큰 재정을 필요로 했는데, 조선의 재정은 삼정의 문란으로 그 뿌리부터 흔들리고 있었으며 대일 무역 역조, 대청 무역 역조, 그리고 열강들의 각종 이권 침탈로 악화 일로였다. 심지어 정부 재정과 왕실 재정이 분리조차 돼있지 않았고, 양반 면세, 국가 전매 사업의 종친 독점 등 모순은 그대로였다. 설상가상으로 청나라가 파견한 묄렌도르프 등은 당오전을 발행시켜 가뜩이나 어려운 조선 경제를 파탄 직전까지 몰았다. 환율이 올라 무역 역조는 더욱 심화됐고, 지방관들은 원래 유통 화폐인 상평통보로 조세를 거둬 중앙 정부에는 그 오분의 일 가치밖에 되지 않던 당오전의 액면대로 조세를 대납해 그 차액을 착복하는 등 그 난맥상은 극에 달했다.
이에 김옥균, 박영효, 서재필 등의 급진개화파들은 일본식 서구화를 부르짖었다가 민씨 척족들의 원한을 샀다. 그들의 개혁 노력은 고종을 감동시켜 다양한 기회가 주어졌으나 그 때마다 민씨 척족 등의 수구파들은 개화파들의 발목을 잡았다. 이에 개화파들은 1884년 갑신정변을 일으킨다. 그러나 청나라의 개입과 일본의 철수, 그리고 고종의 지지가 개화파를 떠나 난은 3일 만에 실패로 끝나고, 개화파들은 죽거나 혹 살아 남은 자들은 일본 배 치토세마루 호(千歲丸)를 타고 망명길에 올랐다. 서재필을 제외한 대부분은 일본에서 망명 생활을 이어갔으며, 망명객들의 존재와 한반도 헤게모니를 두고 청나라와 일본은 늘 외교 문제에 갈등을 빚었다. 일단 청일 양국은 이듬해인 1885년 톈진 조약에 합의해 양국 군대를 한반도에서 동시에 철군시켰다.
1894년 동학 농민 운동이 일어나 삼남 지방의 농민 소요가 전국적으로 퍼져갔다. 이미 청나라와 결탁된 민씨 척족들은 청에 원군을 요청하고, 이에 호응해 청나라가 만주에 진주 중이던 군대를 남하시켰다. 동학농민군은 조선정부와 전주화약을 맺고 이후 중앙에는 교정청을 지방에는 중요한 재판을 할 때 농민이 같이 참여할 수 있는 농민자치기구 집강소가 설치되어 갑오개혁이 시작되었다. 전주화약으로 남하하던 청군은 군사를 물렸으고 톈진 조약으로 군사파견에 명분이 없어진 일본군은 한반도에 군을 상륙시켜 경복궁을 습격해(갑오왜란) 조선중앙정부기구를 차지한다. 그리고 바로 친일내각을 만들어 교정청을 폐지 군국기무처을 만들어 전주화약으로 만들어놓은 갑오개혁을 간섭하였다. 이후 경쟁하듯 농민군을 학살했다.
어느 쪽의 우위를 쉽게 점칠 수 없을 줄 알았던 청일전쟁은 일본군으로 금세 기울었고 청나라는 한반도에서 곧 축출됐으며, 황해 해전의 패배로 제해권을 잃은 즉시 요동의 여순 항, 산동 반도의 웨이하이웨이, 대만 등 동중국해의 주요 지점이 모두 일본 손에 떨어졌다. 전황을 계속 끌어 서구 열강들의 중재로 전쟁을 덜 불리하게 마무리하려 했던 청나라의 시도는 너무나 빠른 일본의 진공 속도에 눌려 금세 무산됐다. 시모노세키 조약으로 청일 전쟁은 일본의 승리로 끝나면서 일본에 망명 중이던 개화파가 모두 조선으로 돌아왔다. 이들은 일본의 위세를 등에 업고 일본식 개혁을 조선에 이식하려 했는데 이것이 갑오개혁이다.

## 갑오개혁

### 제1차 갑오개혁
1894년 7월 27일(음력 6월 25일)부터 12월 17일(음력 11월 21일)까지 김홍집 내각을 중심으로 군국기무처 주도 하에 추진되었다.
김홍집 내각이 교정청을 폐지하고 설치한 군국기무처는 김홍집, 김윤식, 김가진 등 17명의 의원으로 구성된 임시 합의기관으로서, 행정제도, 사법, 교육, 사회 등 전근대적인 여러 문제에 걸친 사항과 정치 제도의 개혁을 단행하였다. 군국기무처의 회의총재는 영의정 김홍집이 맡았다. 특히 '개국' 기원 연호를 사용하여 청과의 대등한 관계를 나타냈고, 중앙관제를 의정부와 궁내부로 구별하여 기존 조선의 6조체계를 8아문(八衙門: 내무·외무·탁지·군무·법무·학무·공무·농상)으로 개편하였으며, 이를 의정부 직속으로 두었다.
궁내부는 전과 달리 왕실 사무와 정부 사무를 분리하는 역할을 하였으며 탁지아문은 재정을 일원화하였고 과거제 폐지, 은 본위 화폐 제도를 실시하고 도량형을 통일하였으며, 조세의 현금(現金) 납부제를 실시하였다. 또 경무청이 설치되어 경찰 제도가 실시되었다.
흥선대원군이 7월부터 8월까지 1개월 남짓 동안 섭정을 하였으나, 일본과의 입장 차이로 은퇴를 강요받았다.

### 제2차 갑오개혁
제2차 갑오개혁은 1894년 12월 17일(음력 11월 21일)부터 1895년 7월 6일(음력 윤5월 14일)까지 김홍집과 박영효의 연립내각에 의하여 추진되었다.
1차 개혁 전담기구였던 군국기무처를 폐지하고 의정부를 내각이라 고쳐 내각 제도가 되었고 그 아래 8아문이 개편된 7부를 두었다. 고종은 개혁 방침을 밝힌 홍범 14조를 반포했다. 인사제도는 문무관을 개편하고 월봉(월급)제도를 수립하였으며, 총리대신을 비롯한 각 아문 대신들에게 관리 임용권을 부여했다.
또한 행정제도를 지방 8도에서 23부로 개편하였으며, 신분제도의 개혁을 통해 문무, 반상(班常)의 구별을 폐지하였고, 지방 행정관에 의해서 집행되던 사법권을 폐지하고 독립된 재판소를 설치하였으며 군사적 권한을 더욱 중앙에 예속시켜서 근대 관료체제를 구축하였다.

### 제3차 갑오개혁(을미개혁)
제3차 갑오개혁(을미개혁)은 1895년 10월 8일(음력 8월 20일) 을미사변 직후부터 1896년 2월 11일(1895년 음력 12월 28일) 아관파천 직전까지 제3차 김홍집 내각에 의하여 추진되었다. 친일세력들이 내각을 구성하여 주도한 개혁으로 가장 친일적 성향이 짙었다.
이때 태양력을 도입하여 1895년 음력 11월 17일을 1896년 1월 1일로 정하고, 이를 기념하여 연호를 건양으로 변경했다. 단발령을 단행하였고, 정부 주도로 종두를 시행하였다(사설 의원에서의 인두 및 우두 접종은 그 전에도 이루어지고 있었다.). 또한 근대적 우편제도를 도입하기 위한 우체사가 설립되었다.
단발령의 강압적 시행은 을미사변으로 격앙되어 있던 일반 백성들의 반일, 반정부 감정을 폭발시켰고, 대규모 항일의병운동으로까지 번지게 되었다. 이 운동을 을미의병이라고도 한다,
|                          | 정치 | 경제                                                                             | 사회 | 군사 |
| ------------------------ | --- | -------------------------------------------------------------------------------- | --- | --- |
| 제1차 갑오개혁           | - 개국기원 연호 사용 - 정부를 궁내부(왕실사무 관장)와 의정부(국정사무 관장)로 구분 - 6조를 8아문으로 개편 - 과거제 폐지 - 관료제도를 18품급에서 11품급으로 축소 개편 - 선거조례 제정 - 전고국관제 제정: 유교 경전 아닌 실무 과목으로 시험하여 관리 선발                                                       | - 정부 재정 탁지아문으로 일원화 - 화폐 제도 은본위제로 통일 - 조세의 금납화 실시 | - 인재 등용에서 문벌과 신분 타파 - 문무 관리 차별 폐지 - 연좌제 폐지 - 조혼 금지 - 청상 과부 재가 허용 - 사 노비 혁파 - 인신매매 금지 - 의제 간소화 | |
| 제2차 갑오개혁           | - 의정부 8아문을 폐지, 일본식 내각과 7부로 개편 - 궁내부 관제 대폭 간소화 - 전국 8도를 23부로 개편 - 사법권 독립, 각종 재판소 설치 - 치안과 행정 분리 - 왕실의 존칭을 격상 (주상 전하 --> 대주군폐하, 왕비 전하--> 왕후 폐하, 세자 저하--> 태자전하, 세자비 저하 --> 태자비 전하, 왕대비 전하--> 왕태후 폐하) |                                                                                  | - 한성 사범 학교 관제, 외국어 학교 관제 공포 - 신교육 실시 - 경찰권 일원화                                                                          | - 군무아문 체제로 개편 단행: 시위대, 훈련대 신설 - 3도 통제군과 각 도의 병영, 수영, 각 진영과 진보 폐지 |
| 을미개혁(제3차 갑오개혁) | |                                                                                  | - 태양력 사용 - 종두법 시행 - 우체사 설치(근대적 우편제도) - ‘건양’ 연호 사용 - 단발령 - 근대식 각종 학교 설치                                      | - 훈련대와 시위대를 합병하여 서울에 친위대, 지방에는 진위대를 설치                                      |

## 개혁의 종결
개혁 방향에 불만을 품은 일본 측과 고종·명성황후 등의 공격으로 박영효가 일본으로 망명함에 따라 개혁 내용은 약화되었고 김홍집 내각에 의해서 개혁이 이어졌다고 하지만 사실상 명성황후 시해와 아관파천 후 내각 요인들이 살해당하는 등의 문제로 개혁은 종결된다.

## 개혁의 의의와 한계
갑오개혁은 일본 주도의 근대적 개혁의 성격을 지닌다. 특히 유교적 사회 질서를 근대적으로 바꾸기 위한 노력이 많이 보인다. 먼저 계급제도 타파, 문벌을 초월한 인재의 등용, 노비매매 금지 등 전통적 조선의 신분제도를 바꾼다. 이 시기 이후 신분 차별은 급속하게 사라졌다. 다음으로 죄인의 고문과 연좌제 등 비합리적인 형벌의 폐지. 마지막으로 조혼금지, 자유의사에 의한 과부의 재혼, 양자제도의 개정, 의복제도의 간소화 등 불합리한 전근대적 제도들을 개혁하게 되었다.
유럽의 근대사회는 르네상스 이후 종교개혁·산업혁명·프랑스 혁명 등 문화적 혁신과 과학적 문명의 진보를 통해 획기적인 근대화의 과정을 밟아 왔다. 그러나 조선의 경우는 실학운동과 동학혁명이 고질적인 봉건왕조의 폐쇄성으로 인하여 개화를 보지 못한 채, 갑오개혁이라는 타율적인 힘에 의해 외세 자본주의가 이룩한 서구적 근대화 과정으로 이행하게 되었다. 따라서 봉건왕조의 유교적인 형식 논리, 양반 관료의 가렴주구(苛斂誅求), 그리고 은둔적인 쇄국정책은 일제의 식민지화를 촉진시켰고, 조수(潮水)처럼 밀려든 근대사조를 주체적으로 수용·극복하기에는 너무나도 힘에 겨웠다. 그리하여 문화와 생활 면에서도 서양문물의 영향이 직접·간접적으로 침투되어 근대화의 구호가 바로 개화에 있는 것처럼 착각하게 되었다. 당시에 유행한 "개화장(開化杖), 개화당(開化黨), 개화 주머니, 개화군" 등의 색다른 이름까지 나올 정도로 개화기의 의식을 반영하고 있다. 개화란 것은 "문명개화(文明開化)"를 말하는 것으로, 이는 구시대의 문화 및 생활양식에서 벗어나, 새로운 시대의 문화를 흡수하고 새로운 생활양식으로 변모·동화함을 뜻하는 말이다. 다시 말해서 개화란 일본을 통해 들어온 서양 문물에 동화, 즉 서양화한다는 말이요, 시대적인 의식 전환으로 근대화한다는 뜻까지 포함한다.
갑오개혁은 외세에 의한 피동적인 제도상의 개혁이기는 했으나 이것이 한국의 근대화를 촉진시키는 획기적인 계기가 된 것은 사실이다. 첫째 정치적 면에서는 귀족정치에서 평민정치에의 전환을 밝혔고, 외국에의 종속적인 위치로부터 주권의 독립을 분명히 했고, 둘째 사회적인 면에서는 개국 기원의 사용, 문벌과 신분계급의 타파, 문무 존비제(文武尊卑制)의 폐지, 연좌법 및 노비제의 폐지, 조혼의 금지, 과부 재가(再嫁)의 자유가 보장되었고, 셋째 경제적인 면에서는 은본위의 통화제, 국세 금납제(金納制)의 실시, 도량형의 개정, 은행 회사의 설립 등 이 밖에 2백여 조항의 개혁을 목적으로 한 것이었다. 그러나 조선 정부로서는 이를 주체적으로 실시할 수 있는 자주 역량이 부족하고, 외세에만 의존하는 한편, 이 새로운 개혁을 저지하는 기존 봉건세력의 힘이 컸기 때문에, 불행히도 실질상의 큰 성과를 얻었다고는 할 수 없다. 한편 이 때부터 조선 말기 사회에서는 인습과 전통의 구속을 벗어나 자유로운 지식을 보급하고, 일반 민중으로 하여금 무지의 상태에서 벗어나게 하려는 개화·계몽사상이 싹트기 시작했다. 이것은 당시의 유교적인 인습과 전통에 사로잡힌 재래의 누습을 타파하고, 그 굴레에서 벗어나 자아를 각성하고 과학문명에 입각한 새로운 지식을 체득하게 하려는 시대의식을 말하는 것이다. 그러므로 이 개화 계몽기는 새로운 것을 창조하겠다는 의욕보다는 낡은 것에서 벗어나겠다는 욕구가 더 선행했으며, 모든 것은 신(新)과 구(舊)로 대립되었고, 낡은 것은 일차 부정의 단계를 겪지 않으면 안 되었다. 또한 김홍집, 박영효 연립내각이 고종을 강제하여 발표하게 한 홍범 14조는 한국 최초의 헌법적 성격을 띤 법령으로 볼 수 있다.
한편 일본 입장에서도, 일본이 개혁을 종용하였지만, 조선을 위한 개혁이 아니었다. 당시 외무대신 무쓰 무네미쓰(陸奥宗光)가 갑오개혁에 대해서 “우리 나라(일본)의 이익을 주안으로 삼는 정도에 그치고, 감히 우리의 이익을 희생시킬 필요는 없다.”라고 하였다.
일본의 한반도 침략 의도가 직접적으로 반영된 타율적 개혁이었다. 군사적 제도의 개혁은 일본 제국의 군사적 침략을 용이하게 하기 위해서 최소한의 내용이 적용되었고 보수세력의 반대도 극심하였다. 또한 경제체제의 개혁도 일본 제국과 서구열강의 경제침략에 유리한 측면이 많았다. 따라서 일본에 대한 반감이 높았던 조선 민중들은 개혁의 내용에 크게 반발하였고, 이러한 반감이 을미사변 후의 을미개혁 때 항일 의병 운동으로 이어지게 된다.

## 같이 보기
| - 갑신정변 - 전주화약 - 집강소 - 교정청 - 을미사변 - 광무개혁 - 을미개혁 | - 동학농민운동 - 단발령 - 김홍집 - 박영효 - 박정양 - 양무운동 - 메이지 유신 | - 메이지 시대 - 청일전쟁 - 서재필 - 이완용 - 군국기무처 - 교육입국조서 - 아관파천 |